# Oldenburgisch-Hanseatische Brigade
Die Oldenburgisch-Hansetische Brigade war ein Großverband des Heeres des Deutschen Bundes. Er bestand aus Kontingenten des Großherzogtums Oldenburg und der Freien Städte Bremen, Hamburg und Lübeck.

## Entstehung

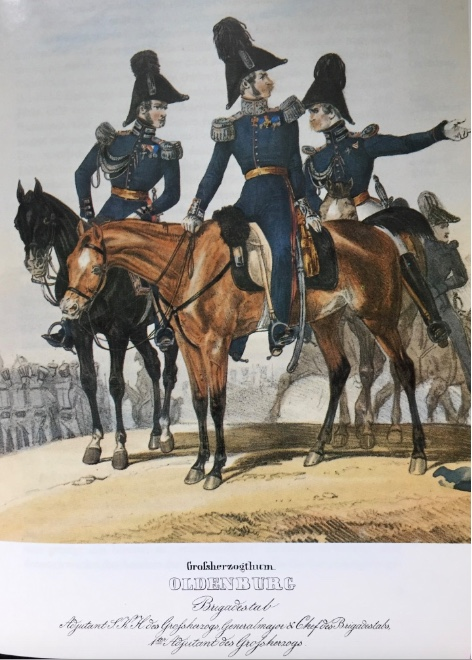
Großherzogtum Oldenburg – Brigade Stab (Hanseatische Brigade)

In der Bundeskriegsverfassung von 1820/21 war vorgesehen, dass das Bundesheer sich aus Kontingenten aller 35 Mitgliedstaaten zusammensetzen sollte. Die Truppenstärke basierte auf der Bevölkerungszahl des Mitgliedsstaates und betrug ein Prozent für das Hauptkontingent und ein Drittel Prozent für die Reservetruppen. Auch das Verhältnis der Waffengattungen war festgelegt, jedoch konnte jeder Mitgliedsstaat dies durch Austausch zum Beispiel eines teuren Kavalleristen durch ein Mehrfaches an Infanteristen umgehen. Nach der ab 1821 gültigen Gliederung bildeten die Bundesstaaten Oldenburg, Hannover, Braunschweig, Holstein-Lauenburg, Mecklenburg-Schwerin, Mecklenburg-Strelitz sowie die freien Reichsstädte Hamburg, Bremen und Lübeck mit ihren Kontingenten das X. Armeekorps des Bundesheeres. Das oldenburgische Kontingent bildete dabei die Oldenburgische Halbbrigade bestehend aus der 1820 gegründeten Oldenburgischen Artillerie mit 1821 insgesamt 15 Kanonen – davon acht moderne 6-Pfünder (→ Entstehung der Oldenburgischen Artillerie) und der Oldenburgischen Infanterie mit zunächst einem Regiment mit vier Bataillonen, nach der Umorganisation 1829/30 mit zwei Regimentern mit jeweils zwei Bataillonen (→ Entstehung der Oldenburgischen Infanterie).
Die Brigade vervollständigte die Hanseatische Halbbrigade der Reichsstädte Hamburg, Bremen und Lübeck. 1848 bestanden das Lübecker und das Bremer Kontingent aus jeweils einem Bataillon Infanterie und einer Halbschwadron Kavallerie. Hamburg wird Truppen in ähnlicher Stärke bereitgestellt haben.

## Unterstellung
Die Brigade war ab 1821 zunächst Teil der 2. Division des X. Armeekorps. 1848 trat die Brigade unter thüringischen Oberbefehl. 1866 wurde die Oldenburgisch-Hanseatische Brigade der 13. Division der preußischen Mainarmee zugeteilt.

## Die Brigadekonvention von 1834

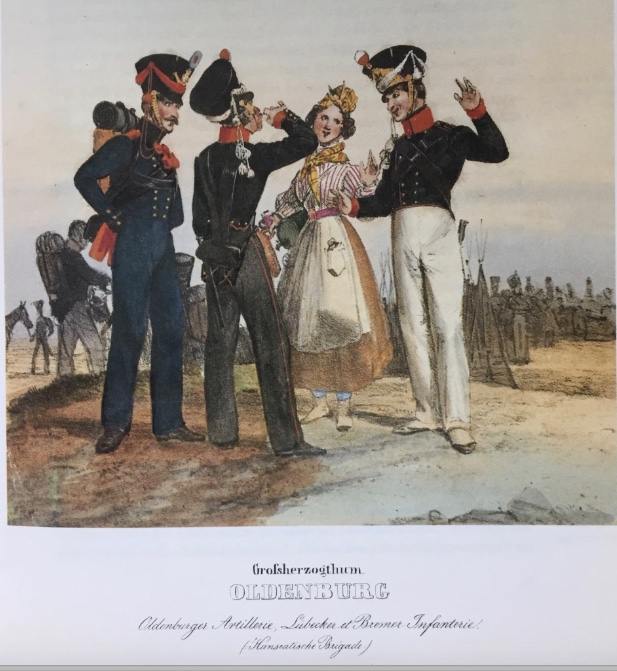
Großherzogtum Oldenburg – Oldenburger Artillerie, Lübecker + Bremer Infanterie (Hanseatische Brigade)

Die Gestaltung einer einheitlichen Ausrüstung, Bewaffnung und Ausbildung der verschiedenen Bundeskontingente war durch die regionalen und zum Großteil historisch bedingten Unterschiede kaum realisierbar. Um dies zumindest teilweise zu erreichen, gelang es dem militärisch interessierten Regenten Oldenburgs August I., Hamburg, Bremen und Lübeck mittels der Brigadekonvention auf eine gemeinsame Oldenburgisch-Hanseatische Brigade mit gleicher Bewaffnung und Ausbildung unter oldenburgischem Oberbefehl zu verpflichten. Die Konvention bedeutete militärisch einen Prestigegewinn für das Großherzogtum, außerdem übernahm Oldenburg auch die Verpflichtung aus der Bundeskriegsordnung zur Bereitstellung der Artillerie (1 Geschütz pro 1.000 Mann Infanterie) für die Reichsstädte, deren Kontingente lediglich aus Infanterie und Kavallerie bestanden. Erster Kommandeur dieser Einheit wurde der Generalmajor Wilhelm Gustav Friedrich Wardenburg, der sich beim Aufbau der Oldenburgischen Infanterie bewährt hatte. Die Konvention wurde 1835 ratifiziert.
Zur Vereinheitlichung der Bewaffnung der Infanterie hatte Oldenburg bereits im Jahr 1830 2800 neue Steinschlossgewehre bei der Württembergischen Gewehrfabrik beschafft. Für die Ausbildung des Führungsnachwuchses wurde die oldenburgische Militärschule (ab 1838 in einem Schulgebäude am Pferdemarkt untergebracht) 1836 als Brigade-Militärschule reorganisiert. Unter ihrem Kommandeur Johann Ludwig Mosle bildete sie die Offiziersanwärter und Portepee-Fähnriche der Brigade in zwei Klassen aus.
1837 hielt die Brigade ihr erstes Manöver ab. Um die Forderungen an Artillerie gemäß Bundeskriegsverfassung erfüllen zu können, wurde die Brigadekonvention 1842 um ein Zusatzabkommen erweitert. Hierin wurde festgelegt, die oldenburgische Artillerie, die bisher eine Batterie mit 8 Kanonen umfasste, auf zwei Batterien mit jeweils 6 Kanonen zu verstärken. Das Zusatzabkommen trat 1843 in Kraft – die oldenburgischen Batterien wurden allerdings als Kompanien geführt. Die Oldenburgische Artillerie bekam ihre eigene Kaserne an der Ofener Straße sowie einen Schießplatz auf dem Exerziergelände am Donnerschwee. Vom 24. September bis zum 8. Oktober 1843 trat die Brigade dann zum einzigen Mal im Rahmen eines großen Manövers mit dem gesamten X. Armeekorps zusammen. Das Manöver fand in Lüneburg statt – insgesamt waren 25.000 Soldaten daran beteiligt.

## Besonderheiten der Oldenburgischen Halbbrigade

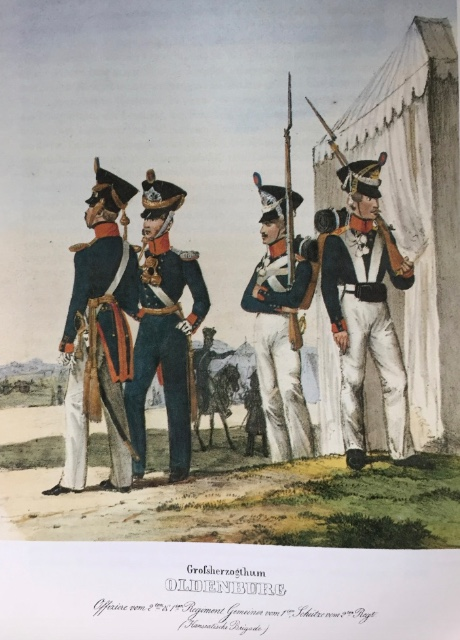
Großherzogtum Oldenburg – Offiziere, Gemeiner und Schütze (Hanseatische Brigade)

1848 wurde die Oldenburgische Halbbrigade gemäß Bundeskriegsverfassung umgruppiert. Verursacht wurde dies durch den Oldenburgischen Landtag, der sich mit dem oldenburgischen Bundeskontingent befasste und zu dem Schluss kam, Oldenburg hätte neben vier selbstständigen Bataillonen Linieninfanterie, ein weiteres Bataillon Leichte Infanterie sowie ein Kavallerieregiment neben dem Artilleriekorps zu stellen.
Um dies zu erfüllen, wurde 1848 die Oldenburgische Infanterie neu formiert. Die beiden Regimenter wurden aufgelöst und die 4 Bataillone wurden selbstständig. 1849 folgten die Aufstellungen des Oldenburgischen Reiterregiments und des Leichten Bataillons, das in der oldenburgischen Exklave Birkenfeld stationiert wurde, in der bis dahin nur Reserveverbände stationiert waren. Bei der Artillerie wurden ab 1848/49 verschiedene Umorganisationen und der Neuerwerb von Geschützen (auch aus Beständen der 1851/52 aufgelösten Reichsflotte) vorgenommen.
1850 verweigerte der Oldenburgische Landtag die nachträgliche Zustimmung zu der Neuordnung und das 4. Linieninfanteriebataillon wurde wieder aufgelöst und das 3. Bataillon der Reserve zugeteilt. 1855 wurde dann die Anzahl der Linienbataillone auf zwei reduziert und das 5. (leichte) Bataillon aufgelöst. Obwohl die Anzahl der Einheiten damit sank, blieb die Mannstärke insgesamt fast unverändert und wurde 1857 mit der Aufstellung eines Pionierzuges noch erhöht.

## Besonderheiten der Hanseatischen Halbbrigade
Die Bundeskontingente der Reichsstädte standen in Konkurrenz zu den jeweiligen Bürgermilitäreinheiten der Reichsstädte. In der Regel waren sie diesen an Ausrüstung, Ausbildung und Ansehen in der Bevölkerung unterlegen.

## Einsatzgeschichte
Neben dem ersten Manöver 1837 und dem großen Manöver des X. Armeekorps 1843 in Lüneburg, war die Oldenburgisch-Hanseatische Brigade auch am Feldzug der Bundestruppen während des Krieges um Schleswig-Holstein 1848/49 beteiligt. Von der Oldenburgischen Halbbrigade nahmen das 1. Regiment und das II. Bataillon des 2. Regimentes an den Gefechten von Sundewitt, Rübel und Stenderup teil. Die Artillerie der Brigade kam am 27./28. Mai 1848 in der Flensburger Förde gegen dänische Flotteneinheiten und während des Feldzuges 1849 am 8. Juni bei Arnkiels-Oere gegen dänische Kanonenboote zum Einsatz. Die Kontingente der Reichsstädte waren nicht an Gefechten beteiligt, sondern als Besatzungstruppen in Kiel, Rendsburg und im südlichen Schleswig eingesetzt.
Am Deutsch-Dänischen Krieg nahm die Oldenburgisch-Hanseatische Brigade nicht teil. Lediglich ein Teil der Artillerie wurde um Heppens gegen die dänische Flotte bereitgehalten und hielt dazu einige Übungen ab.

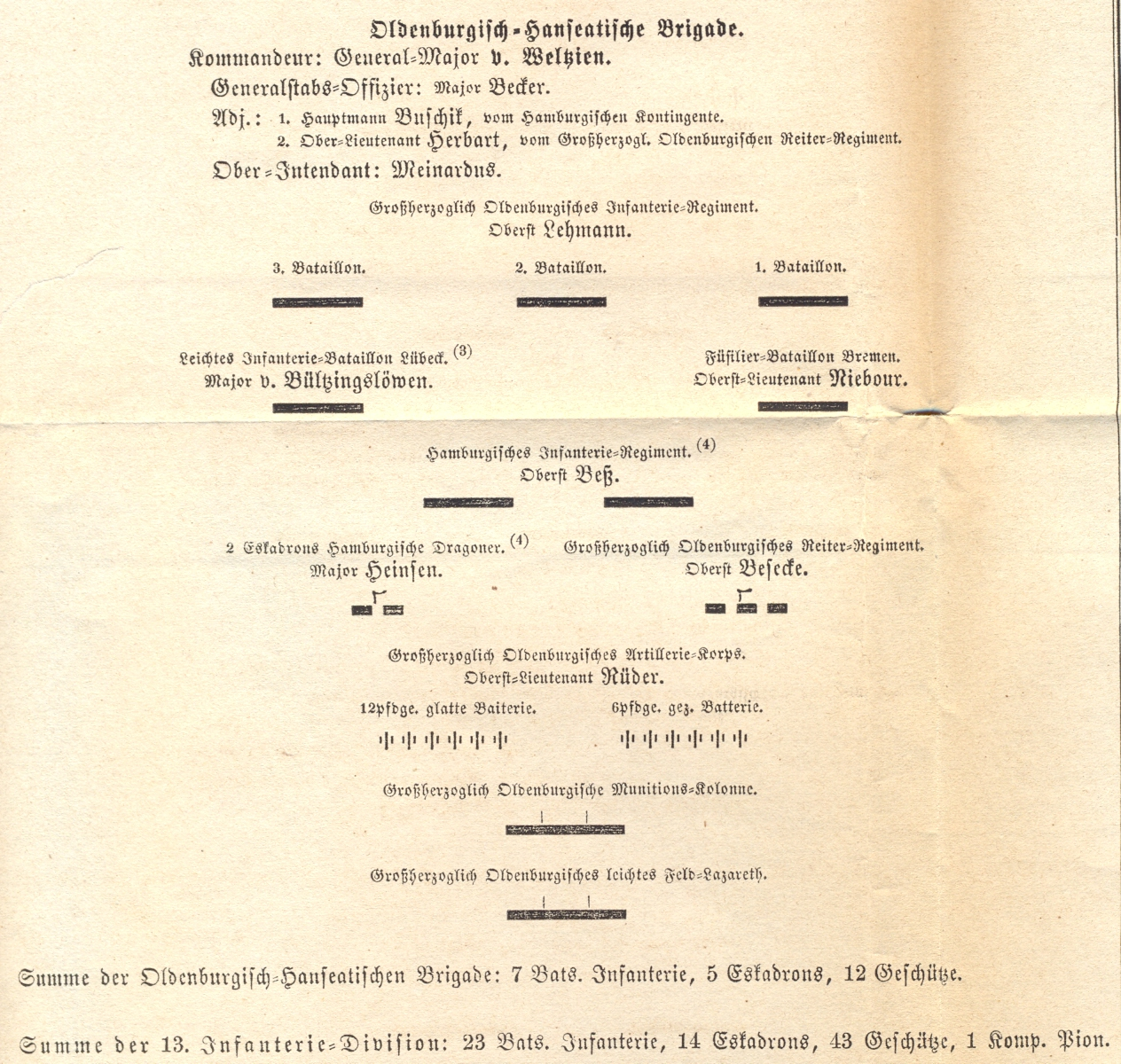
Oldenburgisch-Hanseatische Brigade unter Generalmajor Weltzien in der 13. Inf.Div. der preußischen Main-Armee 1866

Zur Mobilisierung für den Deutschen Krieg 1866 kam die Oldenburgisch-Hanseatische Brigade zur preußischen 13. Division unter August Karl von Goeben des VIII. Armeekorps und wurde damit Teil der Mainarmee unter Generalleutnant von Manteuffel. Die oldenburgischen Truppen wurden durch Großherzog Peter II. am 16. Juli 1866 im Beisein der gesamten Großherzoglichen Familie verabschiedet. Die Brigade wurde bei den Gefechten bei Hochhausen und Werbach am 24. Juli eingesetzt. Am 27. Juli nahmen zwei Batterien der Brigadeartillerie an der Schlacht um Würzburg teil und beschossen in Anwesenheit des oldenburgischen Großherzogs die Festung Marienberg, trafen aber auch Teile der Innenstadt.

## Auflösung der Brigade 1867
Nach Auflösung des Deutschen Bundes und Gründung des Norddeutschen Bundes 1866/67 gaben die Mitgliedsstaaten mittels Militärkonventionen ihre Wehrhoheit an Preußen ab – deren Bundeskontingente wurden Teil der Preußischen Armee. Mit dem Inkrafttreten der preußisch-oldenburgischen Militärkonvention vom 15. Juli 1867 wurde entsprechend auch die Oldenburgisch-Hanseatische Brigade aufgelöst. Die Oldenburgische Infanterie, da zahlenmäßig ausreichend stark, wurden ohne Umorganisation in ein preußisches Regiment umgewandelt und in die Preußische Armee eingegliedert.
Die Artillerie wurde dem preußischen Feldartillerie-Regiment Nr. 10 zugeteilt.
Mit Lübeck und Bremen schloss Preußen eine eigene Militärkonvention am 27. Juni 1867 ab. Die Konvention mit Hamburg folgte am 23. Juli. Die Kontingente der Reichsstädte waren zahlenmäßig zu schwach, um eigene Regimenter bilden zu können, daher wurden sie durch preußische Truppen verstärkt. Anschließend wurde unter Aufnahme der ehemaligen Bundeskontingente pro Reichsstadt ein reguläres preußisches Regiment gebildet.

## Kommandeure
| Dienstgrad   | Name                                | Datum                                         |
| ------------ | ----------------------------------- | --------------------------------------------- |
| Generalmajor | Wilhelm Gustav Friedrich Wardenburg | 30. Oktober 1821 bis 29. Mai 1838             |
| -            | vakant                              | 29. Mai 1838 bis 1. Mai 1839                  |
| Generalmajor | Ludwig Dietrich Eugen von Gayl      | 1. Mai 1839 bis 13. Juli 1848                 |
| Generalmajor | Wilhelm von Ranzow                  | 13. Juli 1848 bis 27. Januar 1860             |
| Generalmajor | Ludwig von Weltzien                 | 27. Januar 1860 bis 15. Juli 1867 (Auflösung) |